# Харпер, Роберт
Роберт Фрэнсис Харпер (англ. Robert Francis Harper, 19 мая 1951, Нью-Йорк, США ― 23 января 2020, Роттердам, Нидерланды) ― американский актер театра, кино и телевидения.

## Юность
Харпер родился в Нью-Йорке и вырос в городке Мидлтаун, штат Нью-Джерси. Учился в средней школе Mater Dei. С отличием окончил Ратгерский университет по специальности Английская литература.

## Карьера
После окончания колледжа Харпер устроился на работу в Arena Stage, где играл в пьесах Шекспира, Ибсена, Миллера и Уайлдера.
Он играл на Бродвее в пьесах «Раз в жизни» (режиссёр Том Мур), «Генеральный инспектор» и «Американские часы» Артура Миллера .
Харпер наиболее известен своей ролью Шарки в фильме «Однажды в Америке». Он также сыграл Чарли Гересона в фильме «Калейдоскоп ужасов». Другие его работы включают «Умник», «Окончательный анализ», «Свой человек», «Разбирая Гарри» и «Молли».
Он несколько раз играл юристов и говорил, что интересуется юриспруденцией.
В мае 2007 года Харпер выступил с вступительной речью в Университетском колледже Ратгерса.

## Личная жизнь
30 мая 1981 года он женился на актрисе Лизе Пеликан. Позже был женат на голландке Саше Нортхорн ван дер Крюйфф.

## Смерть
Роберт Харпер умер 23 января 2020 года в Роттердаме.